# Teinotarsina micans
Teinotarsina micans is een vlinder uit de familie wespvlinders (Sesiidae), onderfamilie Sesiinae.
Teinotarsina micans is voor het eerst wetenschappelijk beschreven door Diakonoff in 1968. De soort komt voor in het Oriëntaals gebied.